# マンゴーの樹の下で〜ルソン島、戦火の約束〜
『マンゴーの樹の下で〜ルソン島、戦火の約束〜』（マンゴーのきのしたで ルソンとう せんかのやくそく）は、令和初の終戦の日関連「特集ドラマ」として、NHK総合テレビで2019年8月8日の22時から23時13分に放送された日本のテレビドラマ。
太平洋戦争中のフィリピンに生活し、1944年（昭和19年）の米軍侵攻により帰国の術を失ってルソン島北部へ逃れ多くが命を落とした日本人民間女性の実体験を、生存者の書き残した手記をもとに描く。長田育恵作。岸惠子と清原果耶がリレーでヒロインを演じる。
89分の拡大版がNHK BSプレミアムにて2019年8月21日の21時から22時30分に、NHK BS4Kにて2019年8月24日の19時から20時30分に放送された。

## あらすじ
長年小さな写真館を凛子(岸恵子)と綾(渡辺美佐子)は営んできたが綾が亡くなり、不動産社員・門井(林遣都)に従い凛子は売却を決意。
密かな恋心を凛子に持つ田宮(伊藤四郎)は嘆き悲しむ。そこに一通の手紙が届く。昭和20年のマニラ空襲で亡くなったはずの綾の弟からの手紙だった。昭和20年のルソン島の日々、凛子(清原果耶)と綾(山口まゆ)には二人だけの秘密があった。

## 登場人物

### 平成元年
奥田凛子
演 - 岸惠子
東京で写真館を営む。
日下部綾
演 - 渡辺美佐子
日本人の父とフィリピン人の母の間に産まれた日系二世。
戦後東京で凛子と写真館を営んでいたが、病死した。
田宮蓮司
演 - 伊東四朗
有福写真商会に勤務。
30年に渡って凛子たちの写真館に写真材料を卸し、密かに凛子に思いを寄せる。
門井慎司
演 - 林遣都
向島建設の社員。
土地開発のため写真館の立ち退きを求める。
田宮美咲
演 - 安藤サクラ
蓮司の娘。

### 昭和19年 - 20年
奥田凛子
演 - 清原果耶
商社のタイピスト。
マニラに赴任し、綾と知り合って友情を育む。
日下部綾
演 - 山口まゆ
マニラの商社の通訳。
フィリピンで生まれ育ち、大和撫子の凛子に憧れを抱く。
宮野支店長
演 - 大東駿介
豊風商事マニラ支店の支店長。
凛子の入社時の上司。

### その他
- 朋美 - 安藤玉恵
- 老中佐 - 福田転球
- 梶山 - 六角慎司
- フェリサ・オリバレス - エルケ

## スタッフ
- 作 - 長田育恵
- 音楽 - 清水靖晃
- 語り - 岸惠子
- 演出 - 柴田岳志
- 制作統括 - 佐野元彦（NHKエンタープライズ）、雫石瑞穂（テレパック）、髙橋練（NHK）
- 制作 - NHKエンタープライズ
- 制作・著作 - NHK、テレパック

## 関連番組
- マンゴーの樹の下で〜わたしはこうして地獄を生きた〜（2019年8月4日 22:00 - 23:50、NHK BS1）[3]